# Globu Craiovei
Globu Craiovei – wieś w Rumunii, w okręgu Caraș-Severin, w gminie Iablanița. W 2011 roku liczyła 685 mieszkańców. 